# 李言
李言（韓語：이언，1981年2月5日—2008年8月21日），又譯李彥，本名朴尚敏（박상민），男，韓國演員、摔角選手、模特兒。曾參與《咖啡王子1號店》、《最強七友》等電視劇演出。

## 踏入星途
李言本是一名摔角手，作為高中生的他，1997年韓國第78屆全國運動會中，在摔跤比賽中奪得冠軍而一舉成名。最後卻因仰慕韓國演員車勝元而改行，減去30公斤之後，於2000年成為模特兒。2006年成為影視藝員，首次在摔角電影《天下壯士麥當娜》中擔任配角摔跤隊隊長一角。
李言其後擔任過影視劇《春暖花開的時候》、《你是誰》配角，不過大多都是閒角。同年8月，他在有線頻道M.Net中的節目《I Am A Model》第二季公開了自己的藝術黑白全裸硬照，成為網民話題。
直到2007年，李言憑愛情劇《咖啡王子1號店》飾演憨厚專情的黃民燁一角而人氣急升，影評人認為李言的演技仍在摸索階段，但以滑稽方式演繹為劇情添加了趣味，從而得到影評人的肯定。憑著新機會，他兼任打碟DJ和OnStyl有線電視台服裝節目主持等工作，獲參與電視劇《最強七友》配角，更在KBS電視短劇《武功足球外傳》中首次擔任主角。而《咖啡王子1號店》在東亞地區播放，亦為他在東亞帶來知名度。

## 意外身亡
2008年8月21日清晨1時30分，李言參加完《最強七友》慶功宴後，騎電單車經首爾漢南洞高架橋時發生車禍，頸椎骨折，當場身亡，終年27歲。
據交警發言人表示，李言的電單車撞上護欄，被衝力拖行，面部浮腫、左腕骨折、胸部、內臟嚴重創傷，救護員即場進行心肺復甦術，但急救無效。有傳言李言騎電單車前曾飲酒，但仍未經證實。
消息令韓國娛樂圈造成轟動，很多網民在李言的網誌上留言，悼念。而李言的父母得知噩耗後由釜山趕到首爾，對失去獨子非常悲切。8月22日，李言的葬禮在首爾漢南洞順川香大學醫院殯儀館舉行，弔唁者包括尹恩惠、劉亞仁、金材昱等李彥生前好友，火化後葬於釜山。

## 演出作品

### 電視劇
- 《春暖花開的時候》（KBS，2007）
- 《咖啡王子1號店》（MBC，2007）
- 《武功足球外傳》（KBS，2007）
- 《你是誰》（MBC，2008）
- 《最強七友》（KBS，2008）

### 電影
- 《天下壯士麥當娜》（2006）